# Gobierno de Lituania
El Gobierno de Lituania (en lituano: Lietuvos Respublikos Vyriausybė ) es el consejo de Ministros de Lituania. Está compuesto por el Primer ministro, quien ejerce como jefe de Gobierno y 14 ministros.
El primer ministro es nombrado por el presidente y confirmado por el Seimas (parlamento lituano). La actual primera ministra es Gintautas Paluckas.

## Ministerios
Lista de los ministerios de Lituania encabezados por ministros del gobierno (Gobierno Skvernelis):
| Ministerio                                | Nombre                | Partido                          | Notas |
| ----------------------------------------- | --------------------- | -------------------------------- | ----- |
| Ministerio de Agricultura                 | Ignas Hofmanas        | "Amanecer de Nemunas"            |       |
| Ministerio de Cultura                     | Šarūnas Birutis       | Partido Socialdemócrata Lituano  |       |
| Ministerio de Economía                    | Lukas Savickas        | Unión de Demócratas Por Lituania |       |
| Ministerio de Educación y Ciencia         | Raminta Popovienė     | Partido Socialdemócrata Lituano  |       |
| Ministerio de Energía                     | Žygimantas Vaičiūnas  | Union de Demócratas Por Lituania |       |
| Ministerio de Medio Ambiente              | Povilas Poderskis     | Independiente                    |       |
| Ministerio de Finanzas                    | Rimantas Šadžius      | Partido Socialdemócrata Lituano  |       |
| Ministerio de Asuntos Exteriores          | Kęstutis Budrys       | Partido Socialdemócrata Lituano  |       |
| Ministerio de Sanidad                     | Marija Jakubauskienė  | Partido Socialdemócrata Lituano  |       |
| Ministerio del Interior                   | Vladislav Kondratovič | Partido Socialdemócrata Lituano  |       |
| Ministerio de Justicia                    | Rimantas Mockus       | Independiente                    |       |
| Ministerio de Defensa Nacional            | Dovilė Šakalienė      | Partido Socialdemócrata Lituano  |       |
| Ministerio de Seguridad Social y Trabajo  | Inga Ruginienė        | Partido Socialdemócrata Lituano  |       |
| Ministerio de Transporte y Comunicaciones | Eugenijus Sabutis     | Partido Socialdemócrata Lituano  |       |

## Instituciones del gobierno lituano
- Comité para el Desarrollo de la Sociedad de la Información.
- Departamento de Educación Física y Deportes.
- Departamento de Archivos de Lituania.
- Departamento de Estadística.
- Departamento de Minorías Étnicas y Emigración.
- Inspección del Estado de Seguridad Nuclear.
- Inspección del Estado de Protección de Datos.
- Oficina Estatal de Alimentos y Veterinaria.
- Oficina Estatal para el control del tabaco y el alcohol.
- Oficina de Contratación Pública.